# معیشت در افغانستان

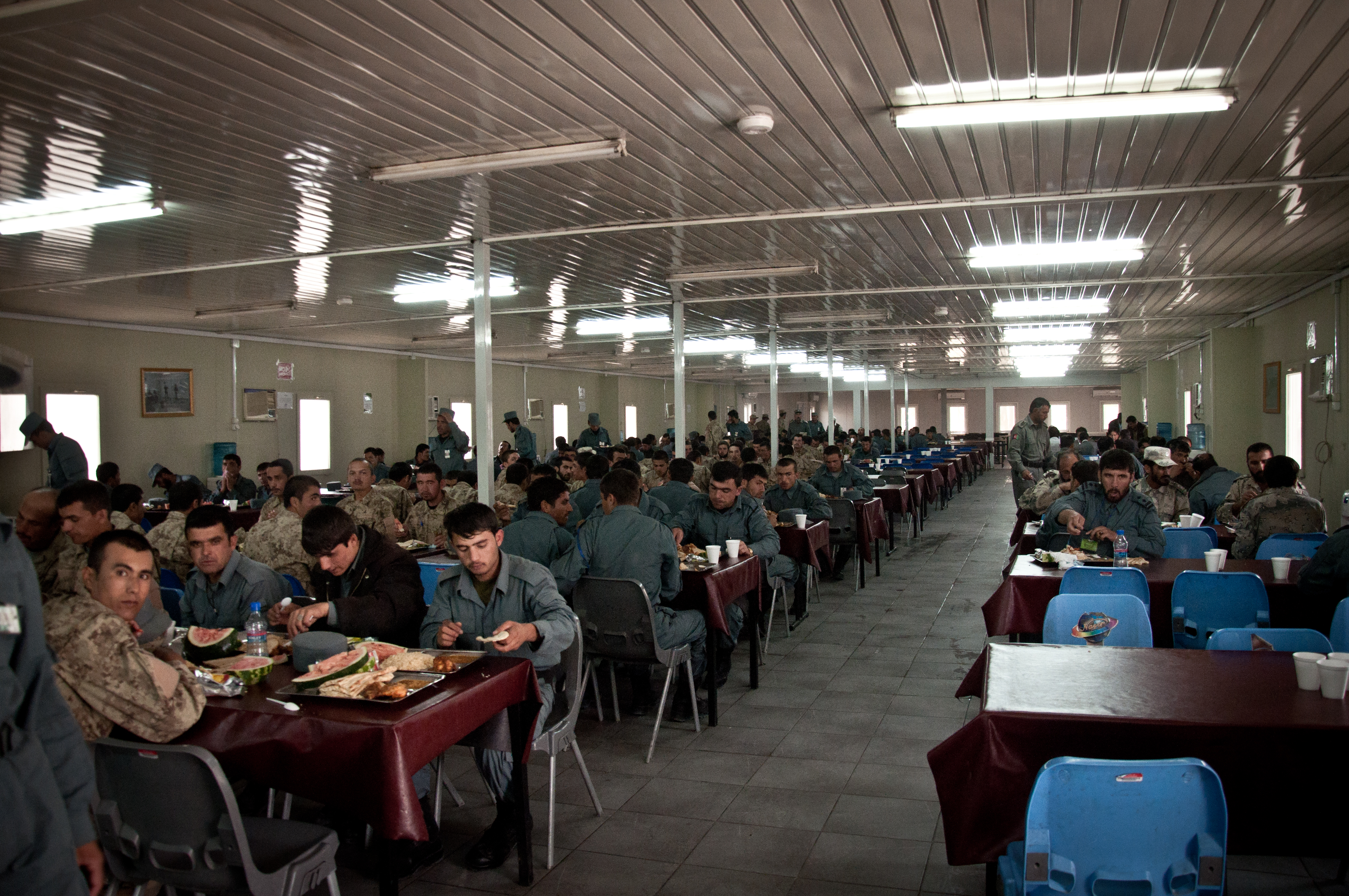
پس از همکاری کشورهای خارج اعاشه پولیس افغانستان دوباره منظم گردید

پس از سال ۲۰۰۱ اقتصاد مردم افغانستان دوباره رو به بهبودی است ومردم فرهنگ کمشده خودرا دوباره به‌دست آوردند

این غذای افطاری شخص است که در ماه رمضان عوسی نموده بود

معیشت: یک لغت عربی است که اعاشه نمودن معنی می‌دهد. در مفهوم عبارتند از چگونگی غذا ، تغذیه، نوعیت غذا و طرز توزیع آن است که ملت افغانستان از آن استفاده می‌نمایند. ویا درآمدی را که ملت افغانستان به منظور به‌دست آوردن غذای روزانه خویش برای ادامه حیات به مصرف می‌رسانند بحث می‌نماید. معیشت مردم این سرزمین مربوط است به شرایط طبیعی، موقعیت جغرافیائی، توانائی اقتصادی، حاصل دهی کشاورزی، بارندگی سالیانه، جنگ و صلح، نوعیت ابزار تولیدی، حفاظت و نگهداشت غذاها می‌باشد. معیشت مردم علاوه بر دیگر عوامل وابسته به نظام سیاسی بوده از یک نظام تا نظام دیگر سیاسی خیلی‌ها متفاوت بوده‌است. فلاکت جنگ ۳۳ ساله نظم زندگی این ملت را دگرگون ساخته است ، عدم موجودیت غذا و تغذیه سالم تعداد مرگ ومیر را به ۶۰ فیصد کشانیده‌است. تعداد زیادی اطفال از رشد طبیعی سالم محروم گردیده‌اند. حدود ۶۵ فیصد خاک دارای کارند که دارای اعاشه ۲۴ ساعته مختلف یعنی عالی، متوسط و فقیرانه می‌باشد. ۳۵ فیصد بدون کار بوده از این جمله ۱۰ فیصد آن به کلی گدا می‌باشد. با وجودی که دولت افغانستان ، موسسات کمک رسانی و انسان‌های شریف تلاش دارند تا وضع بهبود یابد ولی در این کشور آنقدر نا بسامانی وجود دارد که جهان نتوانست نابسامانانی این کشور را حل کند. پس از سال ۲۰۰۱ بر اثر کمک‌های بین‌المللی به‌طور نسبی زندگی تعداد کثیر این ملت بهتر گردیده علاوه بر تولیدات داخلی از غذاهای خارجی سالم نیز استفاده می‌نمایند.

## وضیعت معیشت در شرایط موجوده
مردم افغانستان ۱۰۰ فیصد بالای نان گندم زندگی می‌نمایند. پس از نان گندم سیب زمینی و برنج دومین مواد مصرفی این ملت می‌باشد. آخرین معیار که یک فامیل غریب و ناتوان خانه‌دار بتواند زندگی نماید ۳۰۰۰ افغانی (۶۰ دالر) است. پایینتر ازین زندگی نمی‌شود. عواید سرانه ۹۰۰دالر دریک سال و۷۵دالر دریک ماه می‌باشد. قیمت یک کیلو آرد وطنی ۱۶ افغانی و از پاکستانی ۲۱ افغانی می‌باشد. نفوس افغانستان ۲۵ میلیون بوده سالانه ۴میلون تن گندم به ارزش ۸۰ میلیارد افغانی یا۱٬۲ میلیارد دالر مصارف دارند. در مجموع ۶ میلیون تن افغان سرگردان دنبال نان و کار می‌گردند. طور کل دولت افغانستان به ۵٫۲میلیارد دالر در سال اشد ضرورت دارد. زیرا ۱٫۲ میلیارد دالر مصارف قوای مسلح بوده متباقی ۲٫۷ میلیارد دالر برای بودجه عادی و باقی را بودجه انکشافی در بر می‌گیرد. ۵۷٪ بودجه عادی غرض امنیت و۱۷ فیصد غرض تعلیم و پرورش به مصرف می‌رسد. ۴۲ فیصد بودجه عادی ۱۰۰٪ بودجه انکشافی و قوای مسلح را کشورهای خارجی می‌پردازد. قبلاً بانک‌های افغانستان دولتی بود. دولت با موجودیت ۱۲ میلیارد پول افغانی ۶۰ میلیارد پلان را در سال به پیش می‌برد. دلیل آن این بود که بانک‌های شخصی وجود نداشت دولت علاوه بر بانک‌ها دارای تأسیسات صنعتی ترانسپورتی ساختمانی تولیدی و غیره بود. اکثر مواد خام و پخته از تولیدات داخلی بود. کشورهای غرب توقع دارند که افغانستان قدرت این را دارد که از فروش معادن چنین پول را به‌دست آورد. در گزارش بانک جهانی و سی آی اس ایا لات متحده آمریکا آمده‌است که عواید داخلی افغانستان ۲۹٫۹۹ میلیارد دالر است. امکان دارد ولی چنین پول در بانک‌های دولتی و داخلی دوباره جمع نمی‌گردد. فعلاً پول‌های افغان‌ها در حبیب بانک پاکستان، بانک‌های دوبی و روسیه ذخیره شده‌است. دولت افغانستان نتوانسته‌است تا جلوگیری ازین فرار سرمایه بدون تبادل را گیرد. پول که قدرت مندان افغانی و تاجرین در بانک‌های دوبی ذخیره نموده‌اند بیشتر از ملیاردها دالر می‌باشد. در صورت استفاده ازین پول در بخش زراعت و صنعت کشوررا از فقر نجات می‌داد. فرار سرمایه باعث تنزیل ارزش محصولات زراعتی گردیده افزونی در نرخ اجناس خارجی ببار آورده‌است. در سال ۲۰۱۰ تولیدات گندم افغانستان ۳٬۴میلون تن رسیده بود برخلاف در سال۲۰۱۲/۲۰۱۱ حاصلات به ۲٫۵ میلون تن رسیده‌است که یک تنزیل بی‌سابقه را نشان می‌دهد. در اینصورت ۳۳٪کاهش دیده می‌شود. این کاهش به مقدار۰٬۹ میلون تن گندم می‌باشد؛ که غذای ۶ میلون افغان دریک سال می‌باشد. دلایل عمده آن خشکسالی است. یکی از دلایل عمده کشت نمودن کوکنار و چرس جای گندم را گرفته‌است. حدود ۲۴٫۵۲۰۰ فامیل که۱٫۶ میلون نفر می‌شود مصروف کشت این ماده خطرناک هستند.

## معیشت باشندگان افغانستان در طول تاریخ

انسانهای قدیم معمولاً بشکل عایله بزرک زندگی داشتند که بعداً به قبیله وملت تبدیل گردیدند

تاریخ ۵۰۰۰ ساله افغانستان را از لحاظ درآمد و مالیه دهی که ارتباط مستقیم بالای معیشت مردم تأثیر داشته‌است به دو قسمت تقسم می‌شود. اول در زمانی‌که هنوز قبیله‌ها به ملت تبدیل نگردیده بودند وهر کس با فامیل خود بدون خطر انسانی دریک محل حیات به‌سر می‌بردند. درین دوره‌ها غذای خود را توسط شکار حیوانات و ماهی، کشت نباتات، گوشت حیوانات اهلی و غیره به‌دست می‌آوردند آنچه که به‌دست می‌آوردند همه یکجا می‌خوردند. درین دوره انسان به کشف خوردن یک تعداد نباتات نیز آغاز نمودند. خوردن گندم جو جودر ارزن شفتل هندوانه خربوزه نعنا پودینه کندنه تره کدو ترائی زردک از قدیم درین کشور مروج بوده‌است. روایت است که سرنشینان افغانستان وایران ۹۰۰۰سال قبل گوسفند و بز را اهلی ساخته‌اند. زیرا بدخشان مادر گوسفند مارکوپولو و نورستان مادر بز کوهی نورستانی است. مردم از میوه جات تازه و خشک چون بادام کوهی زردآلو وحشی سنجد پسته جلغوزه انگور توت استفاده می‌نمودند. مردم در غذای روزانه خود از کشت اصلاح شده طبیعی اپومکسس کایمیرا این‌گونه نباتات استفاده می‌نمودند. اینکه این ملیتها روز چند وقت نان می‌خوردند شواهد در دست نیست. در سرما زمستان از خشک نمودن میوه جات گوشت و علوفه جات حبوبات استفاده می‌نمودند. نوشابه‌های همان وقت از تر کردن میوه جات [که بعداً به نام هفت میوه مشهور کشت، ازتر کردن کشمش خشک شراب به‌دست می‌آمد مهم‌ترین شراب قدیم آریای‌ها را به نام سونا یاد می‌نمودند. از برگ یکنوع گیاه تخم کوکنار، چهارمغز، خسته بادام خسته زردآلو، بنگ دانه و شیر گاو محلول درست می‌کردند که در رقص‌های مدور با سرودها آن را می‌نوشیدند.

## معیشت شهری در افغانستان
اساس بهبود معیشت کار است. یک تفاوت فاحش میان کار و درآمد شهرها و دهات وجود دارد. تمامی مردم افغانستان آنچه که می‌خورند می‌نوشند وکار می‌کنند بدون بیمه است. کارها در دهات معمولاً کشاورزی ومالداری است؛ ولی در شهرها اشکال کار تفاوت دارد. کار ثابت، کار موقتی وکار خانم‌ها است. روانه تعداد مردم بالاثر کار زخمی و ناتوان می‌گردند. پس از ناتوان شدن هیچ مرجع دایمی نیست که بقیه زندگی کار گر را تضمین نماید. اتحادیه‌های افغانستان تا اکنون خود محتاج اند نمی‌تواند برای اعضای خود حقوق باز نشستگی [تقاعد] ویا مریضی دهند. بدین صورت فامیل‌ها بطرف فقر می‌روند. دربسیاری دهات زنان کارهای شاقه زمین و مالداری را می‌نمایند بالاثر این کارها عوارض بدنی برای شان ایجاد می‌گردد وسال‌ها با این مرض زندگی می‌نمایند. کسی نیست که آنهارا نزد دکتر معالج برند. بالاثر این عوامل معیشت فامیل‌ها تفاوت را در خود دارند..
در دو مطالعه و تحقیق که جوبیل نماینده AREU در مورد معیشت شهری افغانستان انجام داد نشان داده شد؛ که ساکنان یک تعداد از شهرها فقیر تر از دهات بوده‌است. این آسیب‌پذیری در شهر به نسبت عوامل چون یک عضو نان ده را از دست دادن یا معلول و معیوب شدن، فقر تنگدستی، خشکسالی‌های پیاپی در دهات، بی‌جا شدن از سکونت پدری می‌باشد. زنان افغان به نسبت عوامل مختلف در همه جا کار یا گشت وگذار نمی‌توانند؛ و صرف مردان برای کار است تا بتواند نفقه فامیل را تأمین نماید. غالباً بالاثر درگیری‌های خشونت‌آمیز ساکنان آواره شده‌اند وبا از دست دادن مرد خانه، فامیل‌ها اطفال خورد خود را مجبور به دریافت نفقه نموده‌اند؛ که اکثراً کار شاقه اطفال را از تعلیم و تربیه بازداشته‌است. بعض ازین فامیل‌ها بطرف فحشا، بعضی از این‌ها مجبور می‌شوند تا اطفال و دختران خود را بفروشند.
باشندگان شهری فقیر به نسبت کمی یا بدون دسترسی به خدمات اولیه و زیرساخت‌های اجتماعی، با آب‌های آلوده و بهداشت ضعیف منجر به مشکلات سلامتی مزمن گردیده‌است؛ که خطر بالقوه ناتوانی امرار معاش آنهارا تهدید می‌نماید. این‌گونه فامیل‌ها غالباً در مشاغل خطرناک و استثماری مشغولیت حاصل می‌نمایند. جریان درآمد نامنظم منجر شده‌است که بسیاری از خانواده‌ها به قرض گرفتن تکیه کنند و توان ادا کردن آن را ندارند مجبور می‌شوند غرض ادای بدهی تمامی زمین و جایداد خود را بفروش رسانند. در نتیجه آن‌عده افراد که در جریان جنگ ۳۳ ساله روش دریافت پول را یافته‌اند ملکیتهای دولت ومردم را خریداری نموده‌اند. در زمینه افزایش بی‌سابقه در قیمت و اجاره ملکیت‌ها به وجود آمده و زمینه رقابت بین مالکین را به وجود آورده‌است. این رقابت خیلی خطرناک ارزیابی شده‌است زیرا تبهکاری و مردم سالاری تا هنوز ختم نشده‌است. ۸۰ فیصد شهرک‌ها که در کابل ساخته شده‌است غیرقانونی و زمین ان غصب است. بدین وسیله دولت نمی‌تواند درشهرها رایگان به بی خانه‌ها مسکن سازد؛ و روزانه تعداد آواره وبی خانه ازدیاد می‌یابد.

## فرهنگ استفاده از مواد غذائی در افغانستان

فرهنگ غذا خوری در بین مردم شهر کابل وسایر شهر تا حدودی فرق دارد

تقریباً تمامی ملت افغان از غذاهای قوی سخت ثقیل العضم استفاده می‌نمایند. معمولاً مواد غذائی از قبیل گوشت و حبوبات به حرارت‌های بلند نرم گردیده قابل هضم می‌گردد. دلیل آن حیوانات اهلی به چرا طبیعی روزانه فاصله زیاد را طی می‌کند و هکذا حبوبات غیر اصلاح شده بوده به حرارت‌های خیلی بلند قابل هضم می‌گردد. غالباً غذاهای افغانی از تولیدات داخلی و طرز پخت آن غیر صحی می‌باشد. نوشیدن آب از چاهای خود سر و سرباز و خوردن سبزیجات غیر صحی درین کشور معمول بوده همه ساله تعداد زیادی را به کام مرگ می‌کشاند. سبزی خیار افغانی و کندنه یکی از کشنده‌ترین مواد غذائی بوده همه ساله تعداد زیادی را ازبین می‌برد. در کشورهای پیشرفته سبزیجات از طریق کمپنی‌ها شسته شده بفروش می‌رسد. طور انفرادی بدون تضمین هیچ‌کس حق فروش سبزیجات را ندارد؛ ولی در افغانستان هر زمین‌دار بدون تضمین راساً به مستهلکان می‌فروشد؛ که بدین ترتیب به میلیون‌ها مکروب‌های مختلف از طریق زمین هر دهقان به فامیل‌ها انتقال می‌نماید. در کشورهای گرم آسیائی ۶۰فیصد مرگ ومیر از کثافات و بکتریا که در آب و غذا است می‌میرند. قسمت زیادی از آب‌های ولایات اندخوی شبرغان مزارشریف الی قندوز شور و در بعضی ساحات تلخ است.
مردم شمال افغانستان به نسبت گرمی هوا از چای سبز و غذاهای چرب استفاده می‌نمایند. تعداد کمی از مردم بدخشان از نان ارزن و حدودی از مردم از نان جو و حدودی در جلال‌آباد وسایر نقاط از نان جواری استفاده می‌نمایند. بالعموم مردم افغانستان به قابلی پلو خیلی علاقمند بوده و از غذاهای رسمی نیز می‌باشد. در رستوران‌ها و هتل‌ها قابلی پلو و شوربای گوشت معمول است می‌شود.
انداختن مثاله جات چون مرچ سیاه، مرچ سرخ، تخم گشنیز، هفت مثاله (مثاله دیگ) زرد چوبه نمک در غذاها معمول است.
نهال یک تعداد میوه جات در دوره تیموریان به کشور ما ترویج گردید. نهال‌های انجیر انگور کلان انار بادام نازک در زمان احمدشاه بابا از سمرقند به افغانستان وارد شد. کشت بادنجان رومی بادنجان سیاه انواع دال کچالو مرچ شلغم لبلبو ملی سرخک گشنیز و غیره پس از قرن ۱۸ توسط انگلیس‌ها در افغانستان ترویج گردیده مردم به خوردن سبزیجات عادت نمودند. بدین صورت تعداد مواد غذائی در خاک بیشتر گردید. پس از قرن ۱۸ مینو غذائی مردم افغانستان به ۳ وقت تقسم گردیده‌است؛ که درین سه وقت مردم نادار از غذاهای کم ارزش و دارندگان از غذاهای متنوع استفاده می‌نمودند.

## انوای غذاهای مردم افغانستان

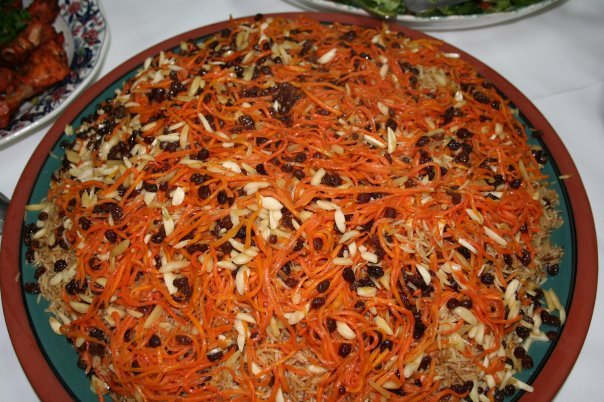
قابلی پلو یکی از انواع پلو است که در پخت آن از برنج، کشمش، زردک (هویج)، گوشت و خلال پسته و بادام استفاده می‌شود.

فرهنگ پخت غذا باشندگان افغانستان با کشوهای پیشرفته فرق دارد. زیاده مردم افغانستان به‌خصوص روستا نشینان به نسبت تابیدن آفتاب زیاد به غذای چرب و میوه جات شیرین علاقمندی دارند. از لحاظ فرهنگی غذاهای این کشور به دو صنف تقسیم شده می‌تواند. یعنی غذا متنوع که دارای مقدار زیاد پروتیین‌ها شحمیات انرژی و کالوری می‌باشد که نصیب دارندگان است. نوع دوم آن غذای کم انرژی دارای مقدار کم مواد ضروری می‌باشد. غذای نشایسته دار نصیب غریبان و ناداران است. صبحانه مردمان دارا مانند کشورهای دارا می‌باشد. ناشتای صبح افراد غریب نان خشک و چای می‌باشد. بعضی افغان‌ها با غذای صبح شکر ٫ کشمش ٫گر (شیره نیشکر)٫ انگور٫ خربوزه نوش جان می‌نمایند. در بعضی قریه جات شمال صبحانه آن‌ها مانند نان عصر می‌باشد. حدود صد سال پیش صبحانه مردم دارا نوشیدن شیر یا چای با سمبوسه قدلمه گوشفیل خجور بود که توسط خانم‌های خانه ساخته می‌شد؛ که فعلاً کم مروج است. در قریه جات مردم اکثر ضروریات خود را از حیوانات و زمین‌های خود پوره می‌نمایند. باشندگان اصلی مزارشریف شبرغان میمنه به نسبت خوردن زیاد خربوزه و کشمش قوی سفید چاق و فربه می‌باشد. برخلاف باشندگان اصلی جلال‌آباد لغمان و خوست به نسبت شدت گرما در تابستان لاغر ودارای چهره تیره می‌باشند.

### عادتهای بد اجتماعی
نسوار بینی، نسوار، سگرت، چلم، چرس، الکحول، مورفین، و تریاک، بنگ، غمزه می‌باشد.

### غذائی هوسآنه
شوربای کله پاچه، بولانی آش، آشک، سموسه، منتو می‌باشد.

### غذای دفاتر دولتی
مطابق به قانون کار افغانستان غذای ظهر [۱۲:۰۰] را دولت وکار فرمایان خصوصی باید بپردازد. در صورتی‌که وظیفه ۲۴ ساعته باشد باید ۳ بار غذا را نیز کار فرما بپردازد. کارکنان دولتی هفته ۳ بار حق خوردن گوشت را در اداره دولتی دارند. در قوای مسلح هفته هفت بار حق خوردن گوشت را دارند. غذاهای دفاتر دولتی مشابه به غذاهای متوسط بوده و طرز پخت آن غیر صحی می‌باشد. تا اکنون آشپز خانه‌های افغانستان مجهز به ماشین‌های پخت و پز (با فشار زیاد و حرارت کم) نمی‌باشد. معمولاً پخت و پز با دیگ‌های وطنی بوده که با حرارت بلند و وقت زیاد پخته می‌شود. غذای بیمارستان‌ها غذای عادی بوده دارای مقدار پروتیین و مقدار زیاد نشایسته فاقد سبزیجات منرال می‌باشد. غذاهای زندانیان نیز در جمله غذای زندانیان کشورهای عقب مانده می‌باشد. غذای زندان پلچرخی را صلیب سرخ می‌پردازد. غذا ی قوای مسلح افغانستان نیز از مینو وطنی تهیه گردیده ولی مقدار پروتیین زیاده استفاده می‌گردد. غذاهای مهمانان دیپلومات وخارجی از طرف هتل‌های دولتی آریانا انتر کانتینتل و غیره سرویس می‌گردد.

## غذای بیکاران فقرا و پیشه وران فقیر

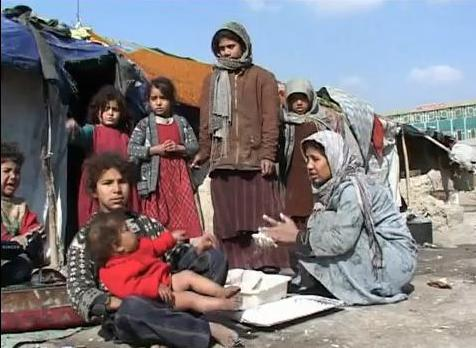
بیجا شدگان ولایات افغانستان در شهر کابل

حدود ۳۵ فیصد خاک بیکار و حدود ۱۰ فیصد آن محتاج به نان خشک بوده گدا می‌باشد. این‌گونه فامیل‌ها اکثراً کسانی است که از جنگای ۳۳ ساله صدمه زیاد دیده‌اند. سرپرست این‌گونه فامیل‌ها شخص ناتوان بوده که از عهده مخارج فامیل برآمده نمی‌تواند. در این‌گونه فامیل‌ها سرپرست یک زن یا یک ریش سفید ناتوان یا طفل یا یک شخص معیوب و معلول می‌باشد. درین گروپ مردم ناشتا صبح نان گندم غذای پیشین و شب نان گندم با غذای فقیرانه می‌باشد. غذای فقیرانه این‌گونه اشخاص نان چای، یا نان خشک با کچالو(سیب زمینی)، قروتی [ماست خشک شده با نمک] می‌باشد؛ که در افغانستان به نام غذای بخور نمیر یاد می‌شود؛ و اینکه این نان را از کجا می‌کنند جواب طولانی دارد.

## اشکال نان خشک در افغانستان

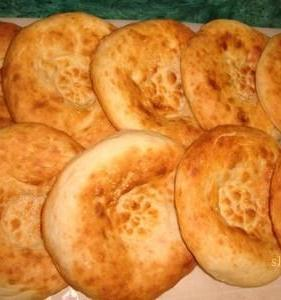
نان گیرد مردم شمال افغانستان

پختن نان نیز یک مسله مهم‌اند. در افغانستان نان در خانه‌ها و در خبازی پخته می‌شود. اشکال پختن نان فرق دارد که عمده ان عبارتند نان خاصه، نان پنجه کشی، نان گرد مزاری یا نان مدور، نان چپاتی
انواع نان‌های سیلو می‌باشد. آرد للمی سفید دارای پروتیین کم ولی آردهای سایر مناطق افغانستان سیاه، هضمش ثقیل، وداری مقدار زیاد پروتیین وسایر مواد می‌باشد؛ که به نام آرد سبوس دار یاد می‌شود.

## نتیجه و پیشنهاد
طوری‌که ارزیابی می‌شود درافغانستان شغل‌ها خارج از اداره دولت اتحادیه‌ها وسایر ارگان‌ها زیربط با دولت می‌باشد. هکذا بیمه شغل وجود ندارد. در کشورهای اروپائی هر شغل یا چند شغل نزدیک اتحادیه دارند. از زمان که یک شخص بدولت ویا شخصی بکار آغاز می‌نمایند به اتحادیه خود حق العضویت پول بازنشستگی خود را می‌پردازند. کسانیکه بی شغل است به اداره شهری رابط دارد. هر کس که مریض شود دولت یا اتحادیه صنفی حقوق آن را به شمول معالجه آن می‌پردازد. در صورت که ناتوان (Disable) گردد. اداره تقاعد به آن شخص تقاعد می‌پردازد و پس از مردن تا زمانی‌که آخرین طفلش سن ۱۸ را تکمیل نکند اتحادیه یا دولت برایش حقوق می‌پردازد. این اتحادیه‌ها در حمایت دولت بوده دولت ۷۵٪ به آن‌ها همکاری می‌نمایند. ودولت نمی‌گذارد اتحادیه مفلس یا از بین رود. در افغانستان تا زمانی‌که موسسات خیره کورس‌های کثیرالمدت حرفه‌ای، دفاتر کار یابی، اتحادیه ها۱۰۰٪ فعال نگردند. مردم ودولت ازین مشکلات رهائی نمی‌یابند. با وجودی که دولت افغانستان موسسات کمک رسانی و انسان‌های شریف تلاش دارند تا وضع بهبود یابد ولی درین کشور آنقدر نا بسامانی وجود دارد که از عهده دولت دور است.